# Polgár (település)
Polgár város Hajdú-Bihar vármegyében, a Hajdúnánási járásban, a Polgári kistérség székhelye.

## Fekvése
A város Hajdú-Bihar megye északnyugati peremén található. Nyugaton és északnyugaton, a szomszédos Borsod-Abaúj-Zemplén vármegyéhez tartozó települések Tiszapalkonya, Tiszaújváros, Hejőkürt – irányában a Tisza a természetes határvonala, északkeleten és délen pedig a valamikor még a városhoz tartozó Tiszagyulaháza, Újtikos, illetve Újszentmargita és Görbeháza határolják. Keleten külterülete Hajdúnánással is érintkezik.
Környezetének megyei jogú városai közel azonos távolságra találhatóak. Közülük legtávolabb a megyeszékhely, Debrecen fekszik (57 kilométerre), Nyíregyháza 51, Miskolc pedig 49 kilométerre található. A legközelebbi várostól, Tiszaújvárostól mindössze 10 kilométer választja el.

### Megközelítése
Közlekedésföldrajzi helyzete jó, hiszen a város közvetlen közelében húzódik (a központot északról elkerülve) a nagy forgalmú 35-ös főút (mely korábban a belterületén is áthaladt), és ebből itt ágazik ki a 36-os főút, mely Nyíregyházával biztosít összeköttetést Polgár számára.
A környező települések közül Hajdúnánással a 3501-es, Tiszacsegével és azon át Tiszafüreddel a 3315-ös út kapcsolja össze, a 35-ös főút régi belterületi szakasza pedig ma (nagyrészt) mellékútként a 3324-es útszámozást viseli.
Az ország távolabbi részei felől a leginkább kézenfekvő megközelítési útvonala az M3-as autópálya, mely közvetlenül a déli határa mellett halad el. Nem túl távol húzódik hozzá még a 3-as főút sem (mintegy 30 kilométer távolságra északnyugatra), így az ország távolabbi részei felől az is aránylag fontos útvonal a megközelítése tekintetében.
A város vasútállomása a Ohat-Pusztakócs–Görögszállás-vasútvonalon van, amelynek Ohat-Pusztakócs–Polgár közötti szakaszát 1891-ben építették meg, ezt 1894-ben Tiszalök–Görögszállás irányába meghosszabbították. Forgalmi teljesítménye kicsi, műszakilag elhanyagolt pályaszakasz, súly- és sebességkorlátozással működik, megszüntetésének gondolata többször felvetődött már. 2009 decemberében az Ohat-Pusztakócs és Tiszalök közti szakaszon a személyforgalom megszűnt.
A településhez 14 külterületi lakott hely és szórvány tartozik, összesen 174 fős népességgel.

## Földrajz
Geológiai tekintetben hazánk fiatal területei közé tartozik a város határa. A természetföldrajzi tájbeosztás alapján külterületének kisebb, nyugati része a Tisza, "Borsodi Ártérnek" vagy más terminológia szerint a "Hortobágyi Tiszamentének" eleme, nagyobb része a Hortobágy zömében holocén, tiszai üledékekkel takart síkján terül el. Ez utóbbi fejlődéstörténetét tekintve sajátos területe az Alföldnek. Az Ös-Sajó-Hernád által lerakott, döntően finom szemcse átmérőjű pleisztocén üledékek 100-200 méteres vastagságot is elérhetnek helyenként. Bár ezek a felszínközeli rétegek tartalmaznak homokot, futóhomokot csak a magasabban fekvő, szárazabb részekről fújt ki a szél. Buckás, löszös homokkal, illetve homokos lösszel fedett területeket találhatunk a város határában. A környező nagy hordalékkúpok miatt mélyebb fekvésű és nedvesebb részekre 4-5 méteres vastagságú, iszapos-agyagos löszréteg települt. A löszös-iszapos felszín mélyedéseibe az óholocén sarán a Tisza sok helyütt rakott le öntésiszapot is. Jellemző még a réti agyagos laposok és a változatos mikroformakincsű szikesek jelenléte is. A Tisza holocén kalandozásainak emlékeként előrehaladott feltöltődésben lévő morotvák, 1-2 méter magas hátak figyelhetők meg.
A táj jelenlegi vonásait csak a Tisza-szabályozás, őrvízmentesítési, lecsapolási munkálatai óta viseli. Az addigi vizenyős, mocsaras jelleget váltotta fel a száraz, szikes kép. Az antropogén felszínformálás nyomaként kunhalmokat is találhatunk. Döntően emberi tevékenység nyomai ezek a kerekded vagy ovális alaprajzú, a népnyelvben "laponyagnak" nevezett képződmények, melyek megtörik a táj egyhangúságát. A nomád népek táborai mellé emelt őrdombok, vagy temetkezési helyek voltak, magasságukat az árvizek által összehordott növényi maradványok is növelték. (Ásotthalom, Bata-halom, Bivaly-halom stb.)
A Hortobágyi Tiszamentéhez tartozó területet elhagyott folyómedrek, morotvák hálózzák be. Ez egy 88–93 m közötti tengerszint feletti magasságú, egyhangú felszínű ártéri szintű, tökéletes síkság. Gyenge lejtésviszonyai miatt gyakoriak a rossz lefolyású területek, a kiterjedt vizenyős laposak. Felszínén némi változatosságot a maximum 5-6 méteres magasságú, egymásba nőtt futóhomok formák, illetve a kunhalmok jelentenek.
A vízhálózat meghatározó eleme a Keleti-főcsatornából kiágazó, 7m³-es vízhozamú Nyugati-főcsatorna vízrendszere. Az Alsóselypes-Hataj-Völgyes-Árkuséri-főcsatorna (89 km, 630 km~) tiszai átvezetésekkel erősen befolyásolt vízhozama kihat az összes vízfolyás vízjárására. A felszíni vizek közül kiemelkedik méreteivel a mesterséges eredetű, 309 hektáros Polgári tározó.
A hőmérséklet sokévi átlaga 9,8-9,9 °C, a tenyészidőszaké 17,0 °C. A napfénytartam 1950 óra körüli. A fagymentes időszak hossza 187-190 nap (április 12-14 és október 18-19 között). Április 11-12 és október 12-14 között a napi középhőmérséklet meghaladja a 10 °C-ot.
A csapadék évi összege 550–600 mm között változik. Évente 34-36 hótakarós nap várható, mintegy 16–18 cm-es átlagos maximális hóvastagsággal. Leginkább ÉK-i és DNy-i szél jellemzi.
Természetes növényzete a Tiszántúli flórajárás (Crisicum) része. A Hortobágyhoz tartozó részek jellemző erdőtársulásai a pusztai tölgyesek (Festuco Ouercum roboris), sziki tölgyesek (Festuco psedivinae Ouercetum roboris) csak kisebb foltokban fordulnak elő. Nyílt társulásai közül az ecsetpázsitos sziki rétek, és az ecsetkákai sziki rétek (Agrosti - Alopecuretum pratensis- illetve geniculati) területi kiterjedése jelentős. Az ártéren bokorfüzesek (Salicetum triandrae), fűz-nyárégerligetek (Salicetum albaefragilis), kőris-mézgás éger láperdők (Fraxino-pannonicce-Alnetum hungaricum), tölgy-kőris ligeterdők (Querco-Ulmentum) a legjellemzőbbek. A város határa 5,2%-bon erdősült. Mellettük mocsárrétek (Alopecuretum pratensis), iszaptársulások (Dichotyli-Gnaphalietum uliginosi) és a szikes puszták (Achilleeto - Festucetum pseudovinae) is előfordulnak. A Tisza alluviumán réti öntés, réti és nyers öntéstalajok dominálnak. A Hortobágy területén a felszín közeli (2-2,5 m átlagos mélységű) talajvíz miatt mozaikos elrendeződésben szikes talajok képződtek. Általában réti szolonyecek, amit a jobb adottságú területeken – például a peremeken szolonyeces réti talajok, mélyben sós csernozjomok váltanak fel.

## Állatvilág
Állatvilágából legnagyobb értéket a madarak képviselik. A Hortobágyon őshonos szikipacsirta és a túzok mellett vízi- és gázlómadarak, ragadozók figyelhetik meg. Turisztikai szempontból nagy a jelentősége a vadászható állatfajoknak (fácán, vadkacsa, fogoly, vaddisznó, nyúl, őz), és a vizek gazdag halállományának.
Kedvezőtlen mezőgazdasági adottságai miatt általában legelőként, kaszálóként, helyenként szántóként vagy lágylombos erdőkkel hasznosítható a terület, és jól felismerhetően inkább a ritka növénytársulások, gazdag állatvilág adja a táj igazi értékét.

## Története
Polgár az eddig feltárt és múzeumokban látható, gazdag régészeti leletek tanúbizonysága alapján igen régi település, amely már az őskortól kezdve folyamatosan lakott hely volt.
Polgár neve először 1229-ben fordul elő írásos formában a Váradi regestrumban. Ebben az időszakban szolganépek lakták. A tatárjárás idején Polgár területe teljesen elpusztult, elnéptelenedett. Az 1440-50-es években a Hunyadiak népesítették be újra. 1501-ben Bakócz Tamás érsek, a tulajdonába került Polgárt és Szentmargitát, Ároktővel együtt az egri káptalannak adományozta, ezután mindkét helységet királyi jóváhagyással Borsod megyéhez csatolták. Ide is tartozott egészen 1511-ig. A kutatók által eddig feltárt és a Polgár története című könyvben megtalálható adatok bizonysága szerint Polgár már a tatárjárás után, a 15-16. század fordulóján a mezővárosias fejlődés útjára lépett. A 16. század derekán ugyanis hiteles adat szól Polgárról és Szentmargitáról, mint "oppidum"-ról. A 16. század végén a török hódoltság, a tatár és a német pusztítások következtében mindkét település (Polgár és Szentmargita) majdnem teljes elnéptelenedése következett be. Ez az állapot 1559-től 1608-ig tartott, amikor a katonáskodó hajdúk letelepedésével, illetve 1614-ben történt beiktatásával Polgár is a hajdúvárosok sorába lépett.
A rendelkezésünkre álló hiteles adatok szerint Polgár 1613-tól 1692-ig volt önálló, különleges jogállással (separata porta) rendelkező hajdúváros. Ebben az időszakban Polgár a hajdúkiváltság jogcímét biztosító katonai szervezet formain fennállása mellett, olyan széles körű autonómiával rendelkező, szabad paraszti mezővárossá alakult át, amelynek anyagi létét elsősorban a paraszt-polgári életformára való áttérés: a nagyarányú pusztai állattartás, kisebb mértékben a földművelés, a vásártartási jog, a gabona- és marhakereskedelem, valamint az 1630-ban megkapott révjog jövedelme biztosította.
Polgár az 1718. február 11-én hozott határozata alapján kivált a hajdúvárosok közösségéből. Ezután ismét egy elnéptelenedési korszak következett, amely alapjában véve a polgáriak egyik tiltakozási formája volt az elviselhetetlen kettős adózás ellen. Ezzel ért véget a 110 éves hajdúvárosi korszak. Az 1718-tól 1848-ig terjedő új szakaszban Polgárnak az egri káptalan által más megyékből betelepített lakói teljesen jobbágyokká váltak, de nem mondtak le a földesúri terhek csökkentéséért és különleges jogállásuk a separta porta visszaállításáért folytatott harcról. 1802-ben az országgyűlés határozatával végleg megszüntette ezt. Azonban ez egyrészt a jobbágyterhek fokozódásához, másrészt pedig az antifeudális küzdelmek erősebbé válásához vezetett. 1848-tól 1852-ig javult a volt polgári jobbágyok sorsa is, amennyiben több földhöz jutottak, azonban a káptalani nagybirtok szorító közelsége nagymértékben akadályozta terjeszkedésüket, illetve gazdálkodásukat. Polgár további fejlődését az I. világháborúig terjedő korszakban a népesség számának nagyarányú további növekedése jellemezte. A világháborúk közötti időszak a nagyközség népének is sok kárt és szenvedést okozott. Változott a társadalmi rétegződés, növekedtek a vagyoni különbségek. Megnőtt a földet követelő, valamint az alkalmi munkákból élő cselédek és szegényparasztok száma. A lakosság 75%-a foglalkozott földműveléssel. A földosztással sorsdöntő változások kezdődtek meg mind a gazdasági élet, mind pedig a helyi közigazgatás átszervezése terén. 1947. január 1-jével a 165.550/1946.BM. számú rendelet alapján önálló nagyközség alakult Újszentmargita néven.
A Magyar Népköztársaság Minisztertanácsának 4.343/1949. (XII. 14.) M.T. számú rendelete alapján a belügyminiszter az 5.201/11/II–1/1950. (III. 12.) B.M. számú rendeletével Polgárt Szabolcs megyétől az ekkor alakuló Hajdú-Bihar megyéhez csatolta át 1950. március 16. napjával, továbbá az alábbiakat is elrendelte: „Polgár község székhellyel új járást szervezek. Az új járáshoz Egyek, Görbeháza, Polgár, Tiszacsege, Újszentmargita nagyközségeket, valamint az újtikosi körjegyzőség községeit osztom be.”
A Hajdú-Bihar megyei tanács határozata alapján Polgár 1970-ben nagyközségi címet kapott. A Népköztársaság Elnöki Tanácsának 17/1970. számú határozata ugyanakkor megszüntette a polgári járást, ezzel egyidejűleg valamennyi községét – így Polgárt is – a debreceni járáshoz csatolta. Ezen túlmenően a Népköztársaság Elnöki Tanácsa 19/1970. számú határozatának 6/b. pontjával közös tanácsot hozott létre Polgár, Újtikos és Tiszagyulaháza részére. Ez a közigazgatási forma egészen a rendszerváltásig maradt fent; az első, 1990-es önkormányzati választás óta Újtikos és Tiszagyulaháza önálló önkormányzattal rendelkezik.
1992-ben újabb jelentős közigazgatási változás történt. A köztársasági elnök 104/1992. (VI. 16.) KE számú határozata Polgár Folyás nevű településrészét Folyás néven önálló községgé nyilvánította 1992. július hó 1-jei hatállyal.
Polgár a következő évben, 1993-ben városi címet kapott, azóta is városnak minősül. Bár Hajdú-Bihar megye északnyugati szélén található, valójában inkább a Borsod-Abaúj-Zemplén megye déli részén fekvő Tiszaújváros vonzáskörzetéhez tartozik. A településen a nagy forgalmú 35-ös számú másodrendű főút halad át. Polgár elhelyezkedéséből adódóan, jelentős távolságra van minden nagyobb környékbeli várostól, Debrecentől 55, Miskolctól 49, Nyíregyházától 51, Hajdúnánástól 25 kilométerre fekszik. Polgár, a vonzáskörzetéhez potenciálisan hozzászámítható környékbeli községek szempontjából nézve, hagyományosan kiemelt hely, természetes gazdasági-igazgatási központ.
Úthálózata a helyzetének és fejlettségének megfelelő. Minden szomszédos községével szilárd burkolatú út köti össze, amelyeken menetrend szerinti rendszeresen közlekedő autóbuszjáratok bonyolítják le a helyközi forgalmat. A város rendelkezik saját vasútállomással is. Az országos úthálózattal az M3-as autópálya, valamint a 35-ös és a 36-os főközlekedési út köti össze. Ez az út három megyével is kapcsolatot biztosít. Miskolc, Tiszaújváros, valamint a környéken fekvő többi város forgalma részére itt van felhajtási, becsatlakozási lehetőség az M3-as autópályára. Polgár 1999-ben nyerte el az Ipari Park címet is. A város rövid távú fejlesztési tervei között szerepel a környező településekkel történő együttműködésével a mentőállomás megépítése, valamint az 1999-ben átadott szennyvíztisztító és szennyvízcsatorna-hálózat építésének folytatása. A közeljövőben lehetőség nyílik a Polgár és Térsége Regionális Vállalkozási Övezet kiépítésére is.

## Közélete

### Polgármesterei
| Időszak   | Név           | Jelölő szervezet                 | Megjegyzés                             |
| --------- | ------------- | -------------------------------- | -------------------------------------- |
| 1990–1994 | Struba József | független                        |                                        |
| 1994–1998 | Oláh József   | FKgP                             |                                        |
| 1998–2002 | Oláh József   | FKgP                             |                                        |
| 2002–2004 | Oláh József   | független                        | a képviselő-testület feloszlatta magát |
| 2005–2006 | Oláh József   | Polgáriak A Városért Egyesület   | Időközi választás 2005. január 8.      |
| 2006–2010 | Tóth József   | MSZP                             |                                        |
| 2010–2014 | Tóth József   | MSZP                             |                                        |
| 2014–2019 | Tóth József   | DK                               |                                        |
| 2019–2024 | Tóth József   | DK                               |                                        |
| 2024–     | Tóth József   | Lokálpatrióta Mozgalom Egyesület |                                        |

## Népesség
A település népességének változása:
| Lakosok száma | 8062 | 8025 | 7889 | 8044 | 7953 | 7914 | 7900 | 7841 |
|               | 2013 | 2014 | 2015 | 2019 | 2021 | 2022 | 2023 | 2024 |

2001-ben a város lakosságának 94%-a magyar, 6%-a cigány nemzetiségűnek vallotta magát.
A 2011-es népszámlálás során a lakosok 86,7%-a magyarnak, 8,5% cigánynak, 0,5% németnek, 0,2% románnak mondta magát (13,1% nem nyilatkozott; a kettős identitások miatt a végösszeg nagyobb lehet 100%-nál). A vallási megoszlás a következő volt: római katolikus 42,3%, református 8%, görögkatolikus 1,1%, felekezeten kívüli 22,6% (24,8% nem válaszolt).
2022-ben a lakosság 89,6%-a vallotta magát magyarnak, 3,4% cigánynak, 0,3% németnek, 0,2% ukránnak, 0,1% szlováknak, 0,1% románnak, 2% egyéb, nem hazai nemzetiségűnek (10,2% nem nyilatkozott; a kettős identitások miatt a végösszeg nagyobb lehet 100%-nál). Vallásuk szerint 7,5% volt református, 24,2% római katolikus, 1,6% görög katolikus, 0,6% egyéb keresztény, 0,6% egyéb katolikus, 0,1% evangélikus, 0,1% ortodox, 21,9% felekezeten kívüli (43,3% nem válaszolt).

## Nevezetességei
- Kálvária-domb

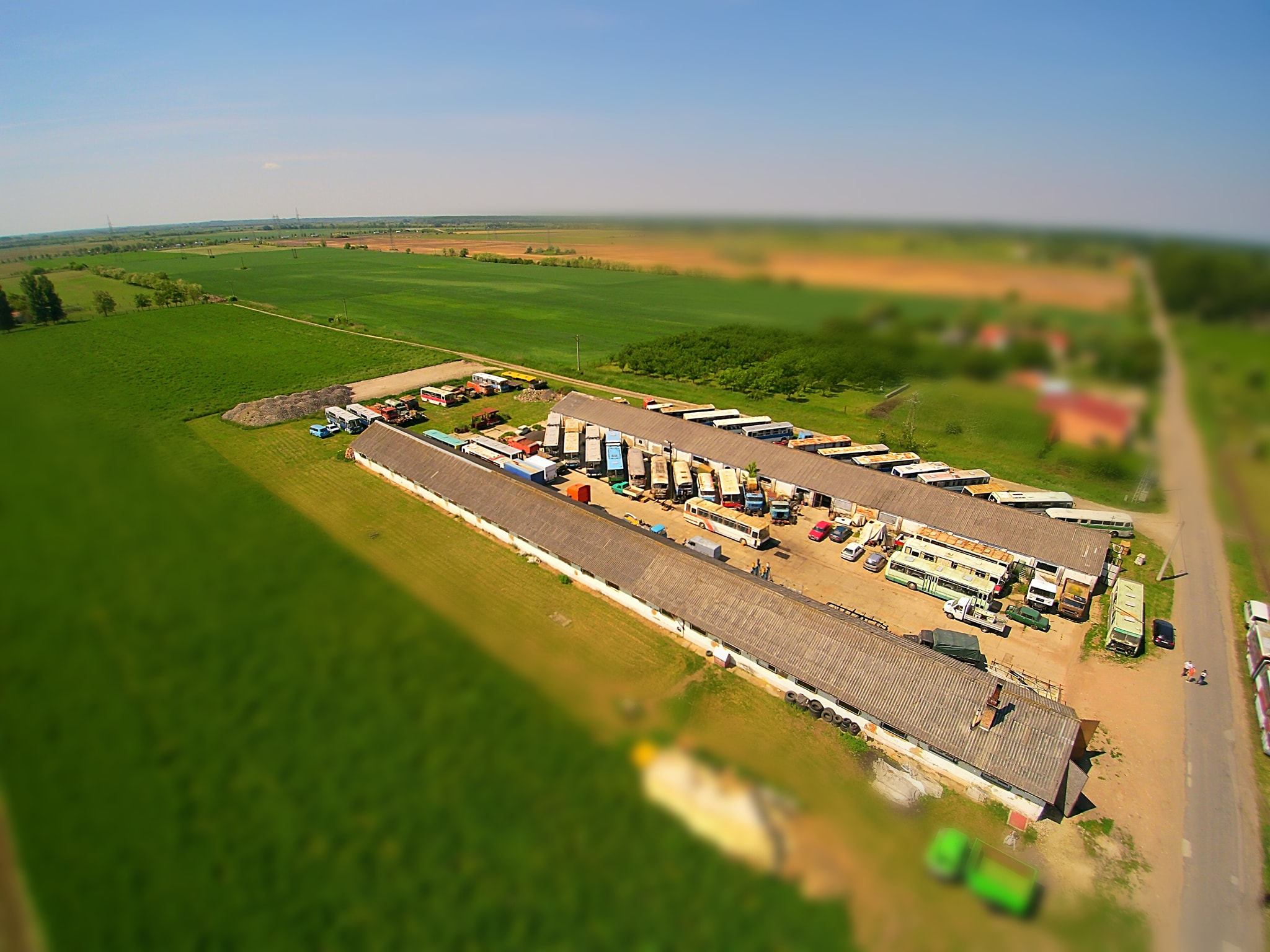
Csirketelep (Veterán jármű megmentő, felújító, restaurátor)  - Csirketelep a magasból
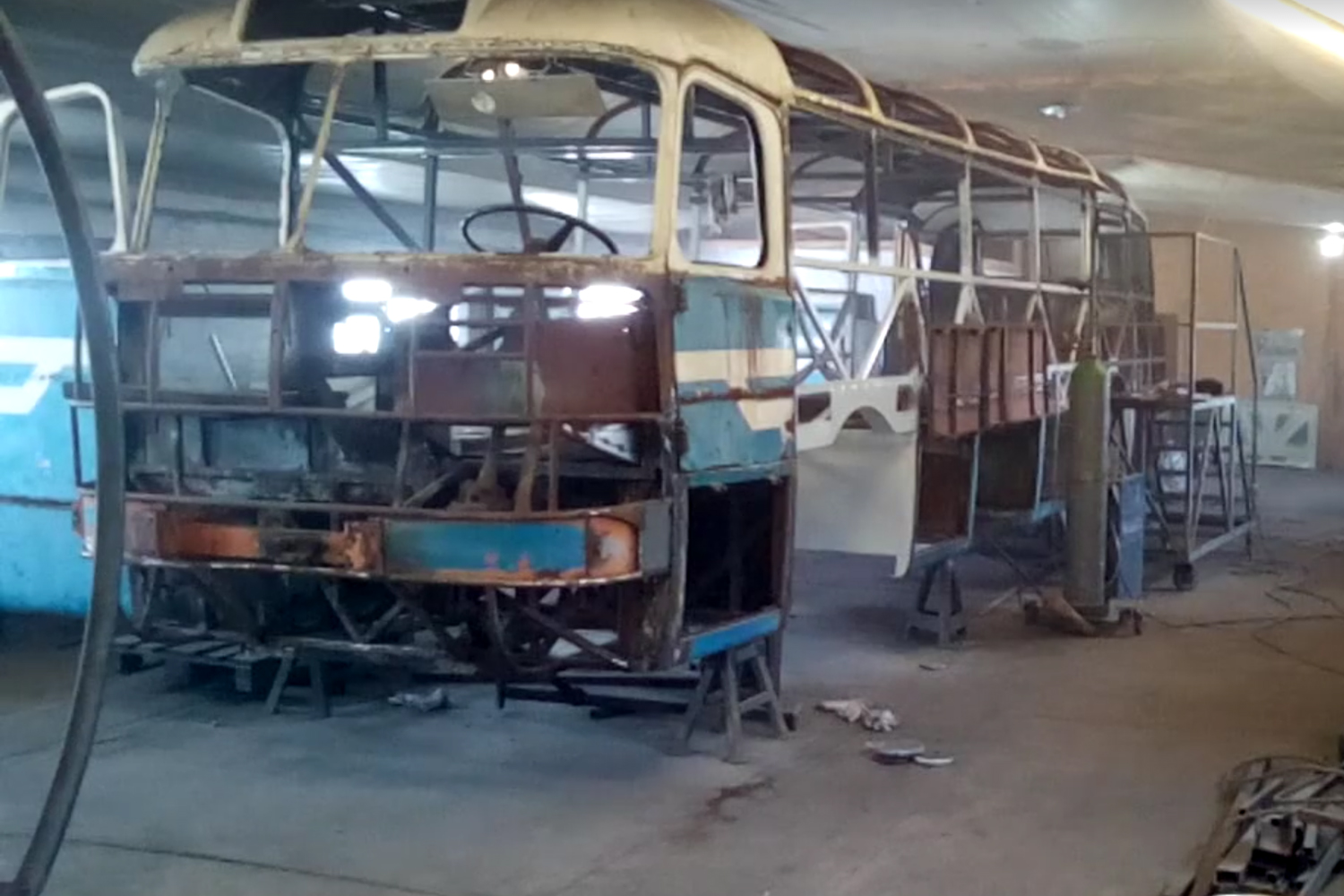
Ikarus 55 újjáépítése
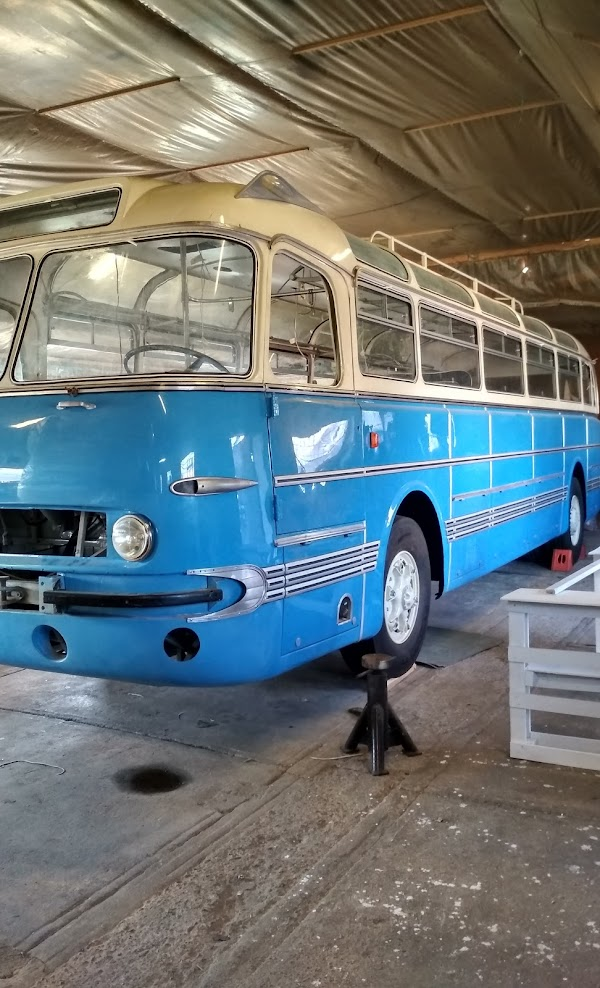
Csirketelep Ikarus 55 újjáépítése
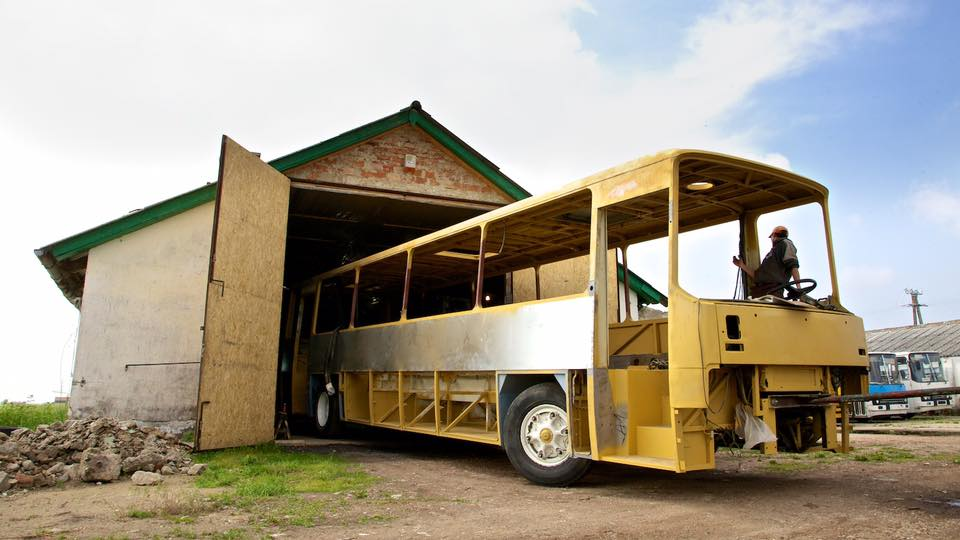
Ikarus 250 MALÉV Air Tours újjáépítése
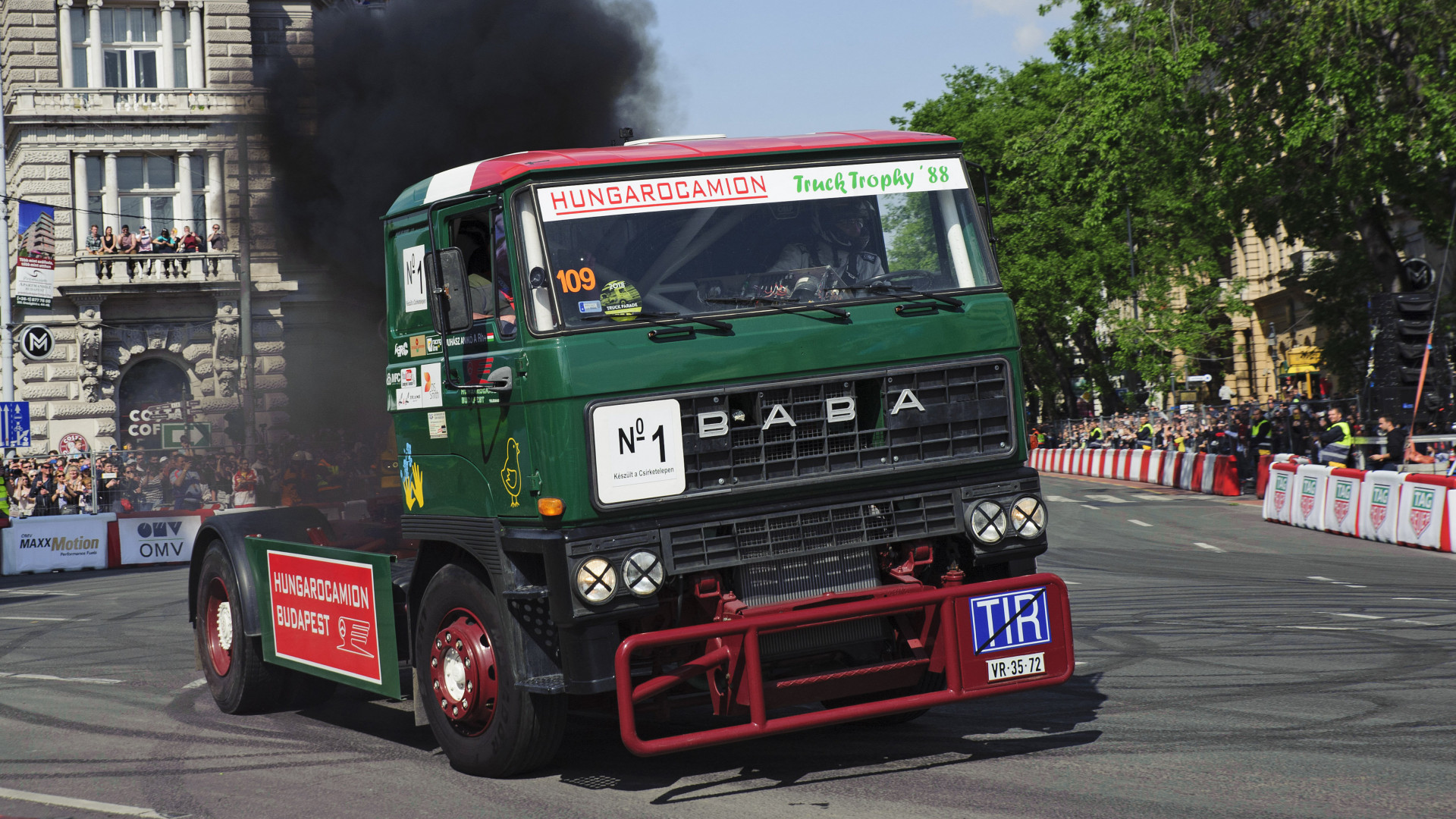
A híres BABA
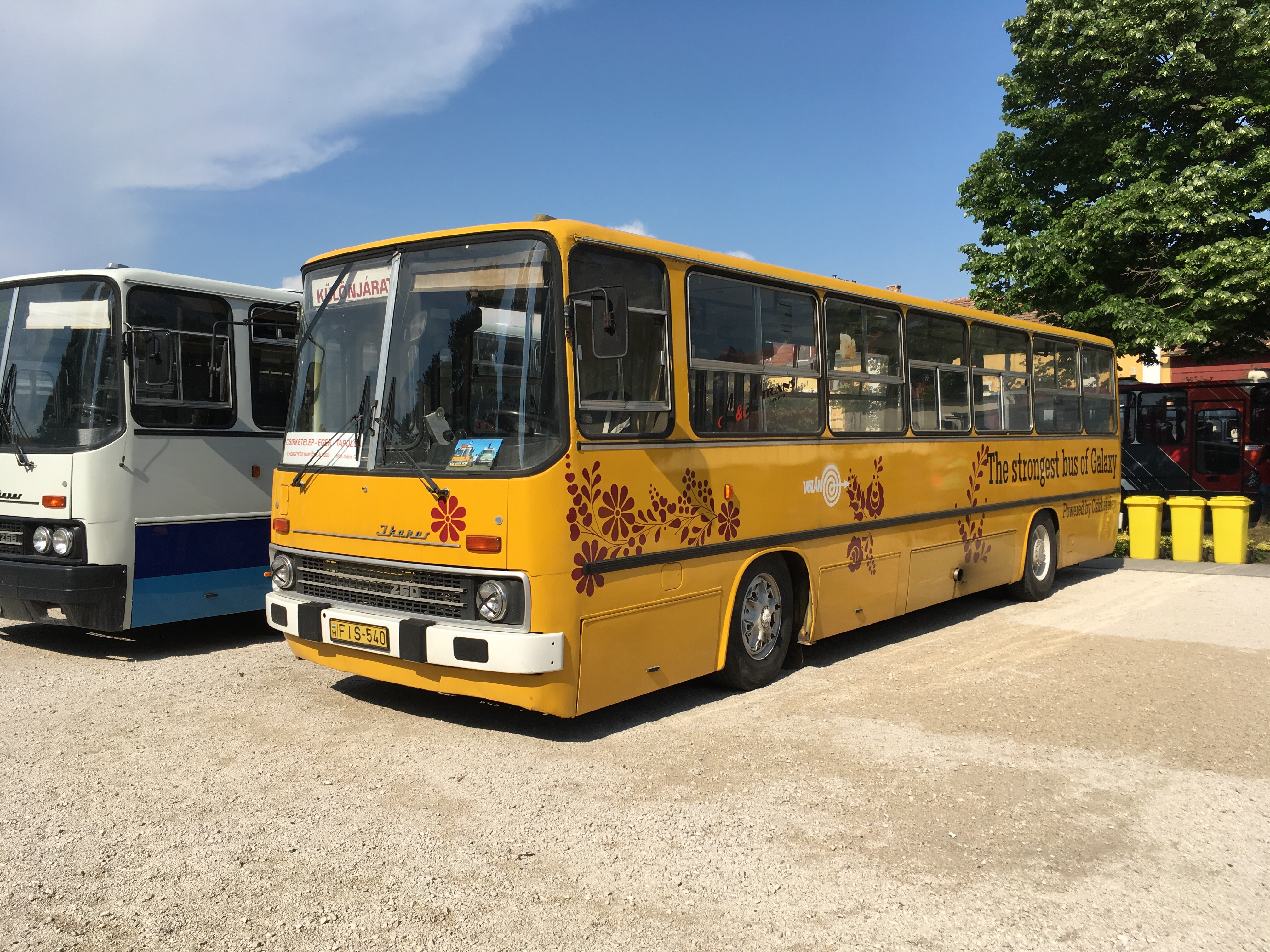
A világ legerősebb Ikarus 260-asa.
  - Ikarus 55 újjáépítése
  - Csirketelep Ikarus 55 újjáépítése
  - Ikarus 250 MALÉV Air Tours újjáépítése
  - A híres BABA
  - A világ legerősebb Ikarus 260-asa.
- Strandfürdő (gyógyvizes)

- Régészeti Park
- Gumiabroncs-égető üzem (Magyarország épülő, harmadik legnagyobb direkt égető berendezése.[16])

## Híres emberek
- Itt született Némethy Géza (1865–1937) klasszika-filológus, irodalomtörténész, az MTA tagja
- Itt született 1906. december 13-án Barankovics István politikus, újságíró, a Magyar Keresztény Népmozgalom egyik vezetője, a Demokrata Néppárt főtitkára.
- Itt született Sugár János, 1936-ig Stern János (1922 – 2010) patológus, egyetemi tanár, az orvostudományok doktora (1969).
- Itt született 1940. május 21-én Pécsi Ildikó Jászai Mari-díjas és Kossuth-díjas színész, rendező
- Itt született 1945. február 5-én Görömbei András irodalomtörténész, az MTA levelező tagja, Kossuth-díjas (2000).

## Külső hivatkozások
- http://www.polgar.hu/
- http://www.e-tarsulas.hu/telportal/(kqkfga45vzxefg45mx3cc0za)/app/startlap.aspx?ascx=_Controls/koszonto.ascx&tel_id=1254 Archiválva 2020. augusztus 9-i dátummal a Wayback Machine-ben
- Polgár az utazom.com honlapján
- A polgári dohánybeváltó